# High Tone

High Tone

High Tone is een dub band uit Lyon, Frankrijk. De vijf leden van de groep mengen jaren 70-dub met Drum and bass, Ambient, Trance en wereldmuziek. Na de oprichting in 1997 heeft de groep enkele vinyl ep's in eigen beheer uitgebracht. Vanaf 2000 brengt het Jarring Effects label uit Lyon de platen uit. High Tone heeft veel bekendheid gekregen door hun samenwerkingsverbanden.

## Discografie

### Als "High Tone"
- Opus Incertum, Jarring Effects, 2000.
- Bass Temperature, Jarring Effects, 2001.
- Acid Dub Nucleik (ADN), Jarring Effects, 2002.
- Live, Jarring Effects, 2003.
- Wave Digger, Jarring Effects, 2005.
- Re-processed #1, Jarring Effects, 2006. (remixalbum).
- Underground Wobble, Jarring Effects, 2007.

### In samenwerking met andere artiesten
- Kaltone, Jarring Effects, 2003. (met Kaly Live Dub, onder de naam Kaltone).
- High Tone meets Improvisators Dub, Jarring Effects, 2004. (onder de naam Highvisators).
- Wang Lei meets High Tone, Jarring Effects, 2005. (onder de naam Wangtone).
- Zenzile meets High Tone, Jarring Effects, 2006. (onder de naam Zentone).